# Aalst (Zaltbommel)
Aalst (Aolst in plaatselijk dialect) is een dorp in de gemeente Zaltbommel, in de Nederlandse provincie Gelderland. Het is gelegen aan de afgedamde Maas tegenover Veen, ten zuidwesten van de stad Zaltbommel. Het dorp telt 2.470 inwoners (per 1 januari 2023).

## Geschiedenis[2]

### Naamsvermelding
De oudste bekende vermelding van Aalst stamt uit 814/815. Volgens een akte schonk ene Baldericus enige stukken grond uit "Halosta" aan het Benedictijner klooster Laurisheim bij Mainz. Aan het eind van de tiende eeuw komen de namen "Altisti" en "Aloste" (in 983) voor, in de elfde eeuw de naam "Alaste" en in 1133 de naam "Aelst".

### Bestuur
In de middeleeuwen was Aalst een van de zeven lage heerlijkheden in de Bommelerwaard, behorende tot het Kwartier van Nijmegen in het Hertogdom Gelre. Gedurende de vijftiende en het grootste deel van de zestiende eeuw was Aalst in het bezit van de familie Van Aalst. Door huwelijk erfde de familie Torck de bezittingen, waarna alles overging in het bezit van het geslacht van Lynden.
Van 1799 tot 1801 behoorde Aalst tot de gemeente Bommelerwaard. Toen deze werd ontbonden werd Aalst weer zelfstandig. Bij de invoering van gemeenten in Nederland rond 1811 werd Aalst tot 1818 een zelfstandige gemeente met in die periode twee burgemeesters. Op 1 januari 1818 ging Aalst op in de gemeente Poederoijen die op haar beurt op 1 juli 1955 weer opging in de gemeente Brakel. Op 1 januari 1999 is deze laatste weer opgegaan in de gemeente Zaltbommel.

### Kasteel
Tegelijkertijd met de kastelen in Brakel en Poederoijen is ook het Kasteel Aalst gebouwd door Boudewijn de tweede, heer van Heusden. Het bestond waarschijnlijk uit een ronde zware woontoren. De laatste resten zijn in 1875 gesloopt en nu is slechts nog een stukje van de oorspronkelijke slotgracht zichtbaar nabij basisschool "De Burcht".

## Steenfabriek
Aalst is in de regio bekend om de Steenfabriek en om het gemaal. Bij een van die steenfabrieken, De Rietschoof, is een buurtschap ontstaan, dat dezelfde naam draagt als de steenfabriek.

## Religie
In Aalst bevindt zich een Hervormde Gemeente met 812 leden, een Gereformeerde Gemeente met 196 leden en een Hersteld Hervormde Kerk met 451 leden. De Hersteld Hervormden hadden tot 2022 geen eigen kerkgebouw en gebruiken vanaf 2004 het kerkgebouw van de Gereformeerde Gemeenten. Inmiddels hebben zij  een eigen kerkgebouw.

## Bezienswaardigheden
- De Hervormde kerk
- De Gereformeerde kerk
- De Kerk van de Gereformeerde Gemeenten
- Enkele hallenhuisboerderijen aan de Maasdijk, doorgaans uit einde 18e en begin 19e eeuw.
- Dijkgraaf H.C. de Jonggemaal, aan Maasdijk 164, van 1935, in expressionistische stijl.

Zie ook
- Lijst van rijksmonumenten in Aalst (Zaltbommel)
- Lijst van gemeentelijke monumenten in Aalst

## Natuur en landschap
Aalst ligt in het rivierkleigebied van de Bommelerwaard, aan de Afgedamde Maas, op een hoogte van ongeveer 2 meter, tegenover Veen, dat met een veerpont te bereiken is. Vanuit het oosten stroomt de Drielse Wetering via een grindplas naar genoemde rivier. Aan de plas ligt een jachthaven. In het noordoosten vindt men de Capreton en het natuurgebied De Lieskampen.

## Onderwijs
Aalst telt twee basisscholen.
| Naam                           | Soort onderwijs | Type                    | Aantal leerlingen | Aantal groepen |
| ------------------------------ | --------------- | ----------------------- | ----------------- | -------------- |
| School met de Bijbel De Burcht | Basisonderwijs  | Protestants-Christelijk | 126 (2009-2010)   | 10 (2009-2010) |
| OBS Den Boogerd                | Basisonderwijs  | Openbaar                | 110               | 6              |

## Nabijgelegen kernen
Veen, Poederoijen, Nederhemert-Noord, Zuilichem
Dorpen: Aalst · Brakel · Bruchem · Delwijnen · Gameren · Kerkwijk · Nederhemert-Noord · Nederhemert-Zuid · Nieuwaal · Poederoijen · Zaltbommel · Zuilichem

Buurtschappen: Bern · Oensel · Poederoijensehoek · De Rietschoof

Gelderland: Steden en dorpen in Gelderland      Nederland: Provincies · Gemeenten